# Johan Ferdinand Vilhelm Valdemar Støckel
Johan Ferdinand Vilhelm Valdemar Støckel, auch bekannt als: Johan F. Støckel, Kaptajn J. Støckel, Johan F. Stöckel, (* 26. Mai 1867 in Rønne; † 30. August 1959 in Hellerup) war ein dänischer Offizier, Museumsdirektor, Waffenhistoriker, Forschungsreisender und Fotograf. Er gilt als Begründer der wissenschaftlichen Markenkunde zu historischen Feuerwaffen und Armbrusten und Beschusszeichen.

## Leben und Werk
Støckels Familie stammte von Bornholm. Sein Vater Gottlieb Knud Constantin Støckel (1839–1889) war einer der ersten professionellen Fotografen Dänemarks und mit seiner Mutter Henriette-Nicoline Lintrup verheiratet. Johan F. Støckel heiratete Anna Petersen in Kopenhagen. Aus der Ehe gingen drei Kinder hervor.
Støckel schloss die Schule 1885 mit guten Noten ab. Er schrieb sich 1886 für das Fach Philosophie an der Universität Kopenhagen ein, meldete sich jedoch bereits im Herbst desselben Jahres an der Kopenhagener Artillerieschule, welche er 1887 als Leutnant der berittenen Artillerie verließ. Auf Vermittlung des dänischen Generalkonsuls in Belgien gelangte Støckel 1891 nach Antwerpen und von dort als Seconde-Lieutenant der Force Publique nach Belgisch-Kongo. In Boma leistete er Dienst in der Festung Fort de Shinkakasa. 1892 erfolgte die Beförderung zum Leutnant sowie die Versetzung in ein Ausbildungslager der Force Publique in Mayombe. Von April bis Juli 1893 fungierte Støckel als Adjutant des Oberbefehlshabers der Streitkräfte von Boma. 1894 kehrte Støckel nach Antwerpen zurück, wo er den Kongostern (Étoile de Service) erhielt und zum Kapitän befördert wurde. Er soll zudem 141 Kongolesen an die Internationale Ausstellung (Völkerschau) in Antwerpen vermittelt haben.
Zurück in Dänemark nahm Støckel seinen Dienst beim 1. Artillerieregiment in Kopenhagen wieder auf. 1897 versuchte er erfolglos, die militärische Verwaltung für eine Rekrutierung dänischer Offiziere für den Kongo zu gewinnen. Dies hinderte ihn jedoch nicht daran, weiterhin für die Kongopolitik Leopolds II. zu werben. Bis 1896 besuchte Støckel die Artillerieschule, welche er als Oberleutnant der Artillerie verließ.
Von 1903 bis 1904 bereiste Støckel als Offizier Zentralafrika von Westen nach Osten, zunächst im Auftrag des belgischen Finanzministeriums. Schnell kam es jedoch zum Zerwürfnis mit seinen Reisebegleitern, sodass Støckel ab Lusambo die Reise allein fortsetzte. Nach belgischer Darstellung soll er der Aufgabe der Unternehmung, welche er vor allem als Expedition betrachtete, gesundheitlich und psychisch nicht mehr gewachsen gewesen sein. Wahrscheinlich ist jedoch nach späteren dänischen Quellen, dass Støckel mit der belgischen Führung in Konflikt geriet, diese kritisierte und daher später als krank dargestellt wurde. In Begleitung von einheimischen Reisegefährten erreichte Støckel schließlich Mosambik, von wo aus er Afrika auf einem Dampfschiff mit dem Fahrtziel Hamburg verließ. Unterwegs kam er durch Zwischenhalte nach Daressalam und Sansibar. Auf seiner Afrikaexpedition und der Seereise fertigte er zahlreiche Fotos an und kaufte weitere von einheimischen Fotografen. 1904 stellte er seine Sammlung in Dänemark vor. Die Fotos zeigen auch die Gräueltaten im Kongo. In Kopenhagen versuchte er erfolglos, seine ehemaligen Dienstherren wegen Vertragsbruch zu verklagen. Während des Russisch-Japanischen Krieges leitete er im Dienst von Kaiserin Maria Fjodorowna eine Expedition in die Mandschurei. 1909 schied er auf Grund seines Alters aus dem aktiven Militärdienst aus.
Im selben Jahr wurde ihm als Kapitän der Reserve eine Konservatorenstelle für die Artilleriesammlung der Historischen Waffensammlung (Historiske Vaabensamling) zugeteilt. 1919 erfolgte die Beförderung zum Leiter der Sammlung, aus welcher 1928 das Tøjhusmuseet entstand. Die Organisation und Aufstellung des Zeughausmuseums werden in besonderem Maße der Tätigkeit Støckels zugeschrieben, auch verhinderte er die Verlegung der Bestände auf Schloss Kronborg. Zu Støckels Leistungen zählen die erste systematische Erfassung der Zeughausbestände sowie die Ausarbeitung einer musealen Präsentationsweise. Seine Forschungsgebiete waren vor allem Handwaffen und Flaggen. Støckels Nachfolger Otto Smith beurteilte die systematische und wissenschaftliche Reorganisation der Ausstellung als gelungene Verbesserung der Museumsdidaktik. Durch die Umsetzung neuer Konservierungsmethoden sicherte er zudem den Erhalt der Textiliensammlung des Zeughauses. 1937 ging Støckel in den Ruhestand, war jedoch ab 1939 Mitglied der Aufsichtskommission des Zeughauses.
Im Rahmen seiner Tätigkeit als Sammler und Museumsmitarbeiter erkannte Støckel die Wichtigkeit der auf historischen Handfeuerwaffen und Armbrustwinden eingeschlagenen Hersteller-, Beschau- und Beschussmarken. Daher erfasste er diese Marken zeichnerisch, um sie anschließend zu katalogisieren und möglichst einer Stadt (Beschaumarken) oder einem Büchsenmacher (Herstellermarken) zuzuweisen. Sein Arbeitsgebiet umfasste dabei Marken vom 15. bis in das 19. Jahrhundert. Durch zahlreiche Reisen und Schriftwechsel mit Museen in ganz Europa gelang es ihm, seinen umfassenden Katalog weiter zu vergrößern. 1938 erschien der erste Band von Haandskydevaabens bedømmelse (deutsch: Die Bewertung von Handfeuerwaffen). Dieser enthält ein alphabetisches Verzeichnis mit mehreren tausend Büchsenmachernamen und deren Lebensdaten. Auch sind den genannten Herstellern insgesamt 1260 Marken zugewiesen. Der 1943 erschienene zweite Band behandelt demgegenüber die Beschuss- und Beschaumarken europäischer Städte. Hieran schließen sich, nach Formen und Motiven sortiert, die Marken mit unsicheren Zuordnungen an. Der zweite Band des häufig kurz als Støckel bezeichneten Werkes umfasst 5245 Marken, sodass Støckels Markenverzeichnis insgesamt 6505 Marken behandelt. Aufgrund seines Umfanges und des Stellenwertes zählt Haandskydevaabens bedømmelse bis in das 21. Jahrhundert zu den Standardwerken der Waffenkunde.

## Schriften (Auswahl)
- Johan F. Støckel: Haandskydevaabens Bedømmelse. Hrsg.: Tøjhusmuseet. Band 1–2. Reitzels Forlag, Kjøbenhavn 1938, DNB 560948077 (dänisch).
- Johan F. Støckel: Der neue Støckel. Internationales Lexikon der Büchsenmacher, Feuerwaffenfabrikanten und Armbrustmacher von 1400–1900, 33000 Namen, 6500 Marken und Zeichen aus 32 Ländern. Journal-Verlag Schwend, Schwäbisch Hall 1978, DNB 202725804 (dänisch: Haandskydevaabens Bedømmelse. Übersetzt von Eugène Heer, Laurent Enz).